# St. Valentin (Lottstetten)

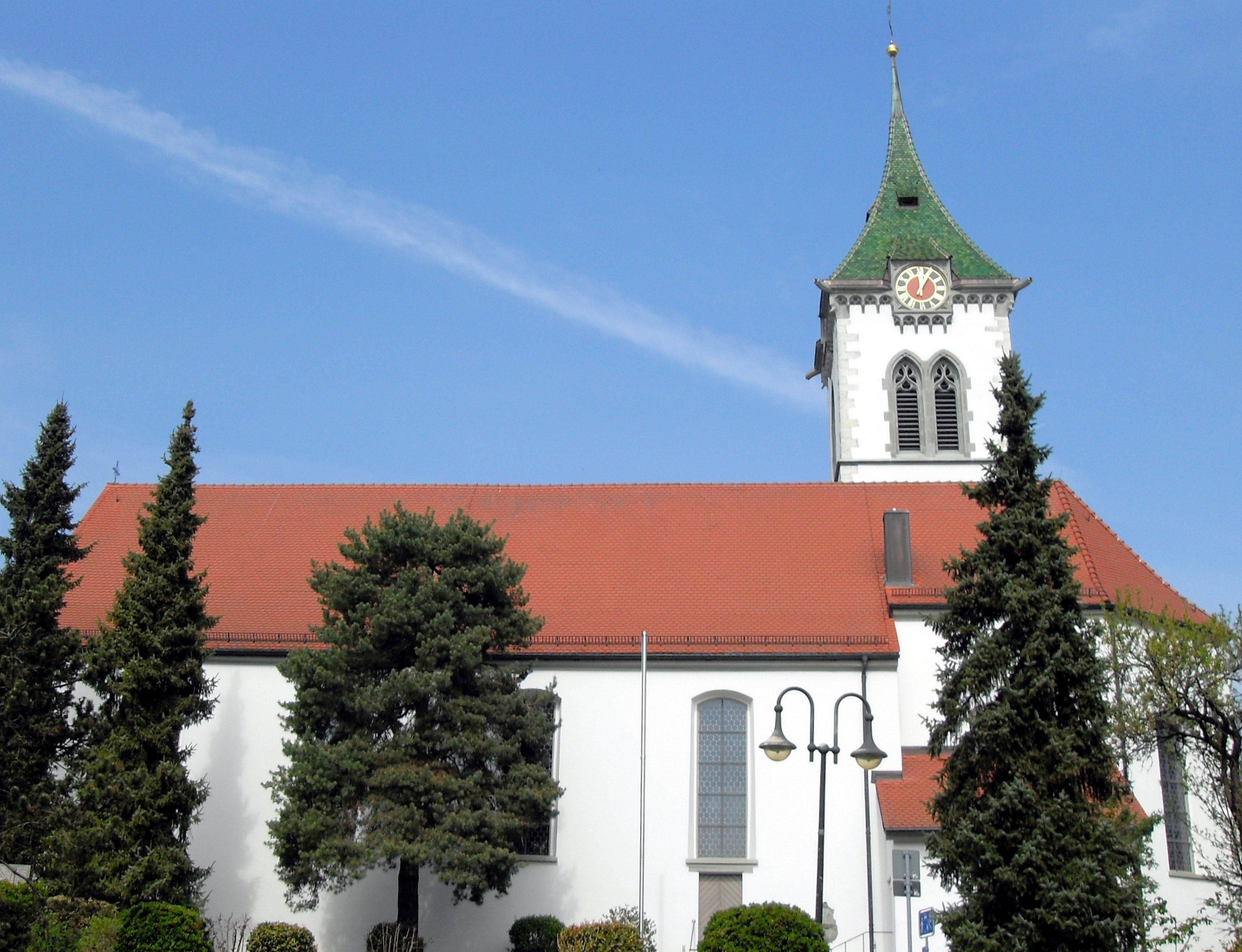
St. Valentin in Lottstetten

Die römisch-katholische Pfarrkirche St. Valentin steht in Lottstetten, einer Gemeinde im Landkreis Waldshut in Baden-Württemberg. Die Kirchengemeinde gehört zum Erzbistum Freiburg. Das Bauwerk ist beim Landesamt für Denkmalpflege Baden-Württemberg als Baudenkmal eingetragen.

## Beschreibung
Das Langhaus der Saalkirche wurde 1706–10 vermutlich nach einem Entwurf von Franz Beer erbaut. Im Nordosten befindet sich ein eingezogener, dreiseitig geschlossener Chor, an dessen nördlicher Wand der um 1405 gebaute Chorflankenturm steht. Er wurde aufgestockt, um die Turmuhr und den Glockenstuhl unterzubringen, in dem fünf Kirchenglocken hängen, und mit einer geschweiften spitzen Haube bedeckt.
Der Innenraum des Langhauses ist mit einer Flachdecke überspannt. Zur barocken Kirchenausstattung gehören drei Altäre, eine 1732 gebaute Kanzel, eine Pietà und eine spätgotische Darstellung der Beweinung Christi. Der Orgelprospekt stammt aus der Werkstatt von Gerhart Rieber.